# Friedrich Lichtenberg
Friedrich Ludwig Wilhelm Christian Lichtenberg (* 23. Januar 1801 in Darmstadt; † 1. Januar 1871 in Lichtental) war ein hessischer Jurist und Politiker und Abgeordneter der 2. Kammer der Landstände des Großherzogtums Hessen.

## Leben
Friedrich Lichtenberg war der Sohn des Pfarrers Friedrich Ludwig Lichtenberg (1770–1846) und dessen Ehefrau Sybylla Friederike, geborene Malcomesius (1779–1851). Lichtenberg, der evangelischen Glaubens war, heiratete am 1. Juni 1826 in erster Ehe Katharina Louise geborene Malcomesius (1805–1832). Am 2. Dezember 1844 heiratete er in Pfungstadt in zweiter Ehe Marie Antonie geborene Damance (1806–1898). 
Ab 1820 studierte Lichtenberg Rechtswissenschaften an den Universitäten Gießen und Heidelberg. 1926 wurde er Hofgerichtsadvokat am Hofgericht Darmstadt. 1871 wurde er pensioniert.
Von 1844 bis 1847 gehörte er der Zweiten Kammer der Landstände an. Er wurde für den Wahlbezirk Starkenburg 5/Gernsheim gewählt.